# Bundesstraße 200
Bundesstraße 200 er en primærrute i det nordlige Tyskland mellem Kruså Grænse og Husum. Den første del af strækningen er udført som firesporet motortrafikvej vest om Flensborg. Denne del indviedes i 1968 som Bundesautobahn 205. Først i 1987 fik den sin nuværende betegnelse.